# Coefficiente di trasferimento di carica
In elettrochimica, il coefficiente di trasferimento di carica è una misura della velocità con cui avviene il trasferimento degli elettroni attraverso l'interfase elettrodo-elettrolita (rappresentata dal doppio strato elettrico). Processi di trasferimento di carica più veloci (ad esempio processi elettrocatalizzati) sono caratterizzati da valori più bassi del coefficiente di trasferimento di carica, mentre processi di trasferimento di carica più lenti sono caratterizzati da valori più alti del coefficiente di trasferimento di carica.
In particolare, si parla di "coefficiente di trasferimento di carica anodico" (indicato con {\displaystyle {\overleftarrow {\alpha }}}) e "coefficiente di trasferimento di carica catodico" (indicato con {\displaystyle {\overrightarrow {\alpha }}}) riferendosi rispettivamente al trasferimento di elettroni dall'elettrolita all'anodo (che comporta un desorbimento della specie elettroattiva dalla superficie dell'anodo) e dal catodo all'elettrolita (che comporta un adsorbimento della specie elettroattiva sulla superficie del catodo).
I coefficienti di trasferimento di carica sono adimensionali e presentano valori prossimi a 0,5 nel caso in cui si abbia il trasferimento di un singolo elettrone.
Tale coefficiente compare nelle equazioni utilizzate per la determinazione della sovratensione per trasferimento di carica, quali l'equazione di Butler-Volmer e l'equazione di Tafel.

## Definizione
Il coefficiente di trasferimento di carica anodico {\displaystyle {\overleftarrow {\alpha }}} viene definito dalla IUPAC dalla seguente relazione molare:
{\displaystyle {\overleftarrow {\alpha }}=\left({\frac {\nu RT}{nF}}\right)\left({\frac {\partial ln(|I_{an}|)}{\partial E}}\right)_{T,p,c_{i,interfase}}}
essendo:
- ν: il numero di complessi attivati identici formati e distrutti durante lo svolgimento della reazione;
- R: la costante dei gas;
- T: la temperatura assoluta;
- n: il numero di elettroni coinvolti nella reazione globale;
- F: la costante di Faraday;
- Ian: la corrente parziale anodica;
- E: la differenza di potenziale elettrico applicata;
- il pedice alle parentesi indica la costanza della temperatura T, della pressione p e della concentrazione del reagente in corrispondenza dell'interfase ci,interfase.

l'espressione si riduce alle costanti fisiche fondamentali dividendo le costanti dei gas e di Faraday per il numero di Avogadro:
{\displaystyle {\overleftarrow {\alpha }}=\left({\frac {\nu k_{B}T}{ne}}\right)\left({\frac {\partial ln(|I_{an}|)}{\partial E}}\right)_{T,p,c_{i,interfase}}}
dove oltre alle precedenti:
- kB: la costante di Boltzmann;
- e: la carica elementare;

In maniera analoga viene definito in modo molare il coefficiente di trasferimento di carica catodico {\displaystyle {\overrightarrow {\alpha }}}:
{\displaystyle {\overrightarrow {\alpha }}=-\left({\frac {\nu RT}{nF}}\right)\left({\frac {\partial ln(|I_{cat}|)}{\partial E}}\right)_{T,p,c_{i,interfase}}}
ovvero nelle costanti fondamentali:
{\displaystyle {\overrightarrow {\alpha }}=-\left({\frac {\nu k_{B}T}{ne}}\right)\left({\frac {\partial ln(|I_{cat}|)}{\partial E}}\right)_{T,p,c_{i,interfase}}}

## Coefficiente di trasferimento di carica e coefficiente di simmetria della barriera
Nel caso più generale, il coefficienti di simmetria della barriera ({\displaystyle {\overleftarrow {\beta }}} e {\displaystyle {\overrightarrow {\beta }}}) e i coefficienti di trasferimento di carica ({\displaystyle {\overleftarrow {\alpha }}} e {\displaystyle {\overrightarrow {\alpha }}}) sono legati tra loro dalle relazioni:
{\displaystyle {\overleftarrow {\alpha }}=n'{\overleftarrow {\beta }}}
{\displaystyle {\overrightarrow {\alpha }}=n'{\overrightarrow {\beta }}}
in cui n' è un numero (in genere minore di 2) che tiene conto del numero di elettroni trasferiti attraverso le reazioni elementari del trasferimento di carica cineticamente determinanti.
Nel caso particolare in cui lo stadio cineticamente determinante del trasferimento di carica corrisponda al trasferimento di un singolo elettrone attraverso una sola reazione elementare (cioè il meccanismo di reazione della reazione di trasferimento di carica sia rappresentato da un singolo stadio di reazione), n' è pari a 1 e i coefficienti di simmetria della barriera assumono identico valore dei rispettivi coefficienti di trasferimento di carica.